# Merwyn Fernandes
Merwyn Fernandes (Ambarnath, 12 april 1959) is een hockeyer uit India. 
Fernandes nam namens India driemaal deel aan de Olympische Zomerspelen en won in 1980 de olympische gouden medaille. Vier jaar later in Los Angeles behaalde hij met zijn ploeggenoten de vijfde plaats.
Fernandes verloor tweemaal de finale van de Aziatische Spelen van aartsrivaal Pakistan. 

## Erelijst
- 1978 –  Aziatische Spelen in Bangkok
- 1980 –  Olympische Spelen in Moskou
- 1982 –  Aziatische Spelen in New Delhi
- 1984 – 5e Olympische Spelen in Los Angeles
- 1988 – 6e Olympische Spelen in Seoel